# Erotico 2000
Erotico 2000 è un film del 1982 diretto da Angel Valery (alias Angelo Pannacciò).